# Adem Jasharistadion
Het Adem Jasharistadion (volledige naam: Stadiumi Olimpik Adem Jashari) is een multifunctioneel stadion in de Kosovaarse stad Mitrovicë. Het stadion wordt vooral gebruikt voor voetbalwedstrijden, de voetbalclub KF Trepça maakt gebruik van dit stadion. In het stadion is plaats voor 28.500 toeschouwers. Het stadion is vernoemd naar Adem Jashari (1955–1998), een van de oprichters van het Bevrijdingsleger van Kosovo.
Het Joegoslavisch voetbalelftal speelde één keer in dit stadion. Op 31 oktober 1979 speelde dat land een kwalificatiewedstrijd tegen Roemenië voor het EK van 1980 (2–1). Het Kosovaars voetbalelftal speelde ook een aantal internationale wedstrijden hier. Op 5 maart 2014 speelde het zijn eerste officiële interland in dit stadion, een vriendschappelijk duel tegen Haïti (0–0). Op 4 juli 2017 werd hier voor de eerste keer een UEFA Champions League-wedstrijd gespeeld. De thuisclub verloor met 1–4 van Víkingur Gøta, een voetbalclub uit de Faeröer.

## Interlands
| №                             | Datum            | Wedstrijd              | Uitslag        | Competitie        | Tsch           |
| Stadion Trepče                | Stadion Trepče   | Stadion Trepče         | Stadion Trepče | Stadion Trepče    | Stadion Trepče |
| ----------------------------- | ---------------- | ---------------------- | -------------- | ----------------- | -------------- |
| 1                             | 31 oktober 1979  | Joegoslavië – Roemenië | 1 – 2          | EK-kwalificatie   | 24.397         |
| Stadiumi Olimpik Adem Jashari |                  |                        |                |                   |                |
| 2                             | 5 maart 2014     | Kosovo – Haïti         | 0 – 0          | Vriendschappelijk | 17.000         |
| 3                             | 21 mei 2014      | Kosovo – Turkije       | 1 – 6          | Vriendschappelijk | 17.000         |
| 4                             | 13 november 2017 | Kosovo – Letland       | 4 – 3          | Vriendschappelijk | 5.116          |